# Miracolo a Le Havre
Miracolo a Le Havre (Le Havre) è un film del 2011 diretto da Aki Kaurismäki.
Il film è stato prodotto dalla compagnia finlandese di Kaurismaki, la Sputnik, insieme a co-produttori internazionali in Francia e in Germania. È il secondo film di Kaurismaki in francese dopo Vita da bohème del 1992.

## Trama
Il film racconta le vicende di un lustrascarpe che cerca di salvare un ragazzino 
africano immigrato illegalmente nel porto francese di Le Havre.
Il protagonista, Marcel Marx, è un ex scrittore bohémien divenuto lustrascarpe, sposato con Arletty. I due anziani coniugi conducono una vita dimessa in un quartiere povero di Le Havre.
Un giorno Marcel incontra Idrissa, un ragazzo di colore appena arrivato dall'Africa e ricercato dalla polizia perché immigrato clandestinamente. Decide di aiutarlo e di nasconderlo a casa propria finché non riesce a raccogliere il denaro necessario a pagare al ragazzo un viaggio da clandestino attraverso La Manica verso Londra, per ricongiungerlo alla madre. Nel contempo il protagonista deve affrontare il ricovero della moglie, colpita da una malattia giudicata incurabile dai medici.
Il protagonista riesce nell'impresa di salvare il ragazzino africano dall'espulsione, aiutato dalla solidarietà del quartiere e da un commissario di polizia compiacente.
L'intera vicenda aiuterà il protagonista a divenire più maturo e responsabile; inoltre la insperata guarigione della moglie e il successo nel ricongiungere il ragazzino alla madre costituiscono per Marcel e l'intero quartiere un duplice miracolo, sottolineato nel finale dalla inconsueta fioritura del ciliegio del protagonista.

## Produzione
Kaurismäki ebbe l'idea di un film su un bambino africano che arrivava in Europa tre anni prima di cominciare a produrlo. Pensò dapprima di ambientare la storia a Marsiglia, poi ad alcune città marittime spagnole e portoghesi e infine decise di ambientarlo a Le Havre, che trovò ideale per le riprese.
Il budget è stato di 3,8 milioni di euro, incluso un supporto di 750 000 euro dalla Fondazione finlandese per i film.

## Distribuzione
È stato proiettato per la prima volta al Festival di Cannes 2011 il 17 maggio. Il film è stato distribuito in Finlandia dal 9 settembre 2011 tramite la Future Film Distribution, in Francia lo stesso giorno dalla Pyramide Distribution, e in Italia dal 25 novembre 2011 a cura della BiM Distribuzione.

## Riconoscimenti
- 2011 Festival di Cannes
  - Premio FIPRESCI
  - Menzione speciale della Giuria Ecumenica